# Château de Bredebeck
Le château de Bredebeck a été bâti en 1901 et 1902 dans la lande de Lunebourg (Basse-Saxe, Allemagne). Il est en fait par sa taille et sa fonction un manoir. Lorsque la base militaire de Bergen se construit en 1936, il fait partie de la zone de construction mais est préservé. Il a servi de résidence aux officiers militaires britanniques de la base et est fermé au public.

## Histoire
Dans des documents datant de 1476 et 1511, on parle d'un village du nom de tom Bredtbeck et en 1589 de Bretbeck. Près de l'ancienne ferme passe un ruisseau, le Liethbach, un affluent du Meiße, dans la grande forêt de Breede. Le document de 1476 mentionne les frères Ernst, Gebhard et Kurt von Bothmer ont vendu la ferme à Heinrich, Otto et Lambert von Dageförde. Plus tard, des fermiers s'établissent entre 1563 à 1700 dans le domaine qui prend les noms de Bredbeck, Bredebeck, Bretbeck.
En 1877, Gustav Hellberg reprend la ferme. Il abandonne l'élevage du mouton jaglu pour planter des fraises et des asperges, des arbres fruitiers, avec peu de succès.
Le château est construit en 1901 et 1902 dans un style néoclassique.
Le 23 novembre 1909, la cour et le bâtiment du château sont vendus pour 160 000 reichsmarks au major à la retraite Wilhelm von Rosen. Il est revendu ensuite à l'avocat Adolf Kühling en 1922 puis à Ernst Kühling en 1932.
En 1936, les nazis décident d'étendre la construction de la base militaire de Bergen, en y incluant le château. Après la Seconde Guerre mondiale, en 1945, les Britanniques du 9th/12th Royal Lancers (Prince of Wales's) occupent et récupèrent la base et font du château leur mess.
De temps en temps, le château sert de maison d'hôtes. Il accueille la famille royale britannique lorsqu'elle rend visite aux troupes britanniques présentes en Allemagne. En décembre 2011, le prince Andrew d'York vient saluer les soldats de retour d'Afghanistan.

## Littérature
- Joachim Bühring, Konrad Maier: Die Kunstdenkmale des Landkreises Celle. Textband 1, réédition du tirage de 1970 (= Kunstdenkmälerinventare Niedersachsens. No. 38). Wenner, Osnabrück 1980,  (ISBN 3-87898-214-3), p. 225–226.
- Matthias Blazek: 1936 übernimmt die Deutsche Wehrmacht Gut Bredebeck von Familie Kühling / Gebäude in Truppenübungsplatz Bergen einbezogen – Nach dem Krieg Unterkunft für die Briten, Sachsenspiegel 21, Cellesche Zeitung du 21 mai 2016.

## Source, notes et références
- (de) Cet article est partiellement ou en totalité issu de l’article de Wikipédia en allemand intitulé « Schloss Bredebeck » (voir la liste des auteurs).